# اندرو مکیج
اَندرو مکیج (انگلیسی: Andrew McKaige) بازیگر، خواننده و ترانه سرای استرالیایی است. وی متولد سال ۱۹۵۹ است. از فیلم‌های معروفی که وی در آنها ظاهر شده می‌توان به سریال «پسرها و دخترها» اشاره کرد.